# 宇佐美祐二
宇佐美 祐二（うさみ ゆうじ、3月6日 - ）は、日本のソングライター、編曲家、DJ。株式会社一二三所属。神奈川県横浜市出身。血液型はA型。法政大学法学部卒業。

## 主な作品

### 提供作品
2022年
- 「Super Lover（Hylen Remix）」[3]（リミックス）（歌：横山奈緒（CV：渡部優衣））
- 「A.Scort」[4]（編曲）ホロスターズ（歌：アステル・レダ）
- 「Dawngrade」[5]（作編曲）BOOGEY VOXX（歌：8 File All Stars）
- 「EXPOSING US」[6]（編曲）BURNS SKOOL（歌：ISADORA）
- 「Play（Feat.Hylen）」[7]（作曲、編曲）（歌:MADKID）
- 「終 電 集 合（Hylen Remix）」[8]（リミックス）BOOGEY VOXX
- 「PvP Server」[9]（作編曲） BOOGEY VOXX（歌：8 File All Stars）
- 「space voyage」[10][出典無効]（ギター） VOISCAPE（歌:VOISCAPE〈飯森みちる（CV：中島由貴）、中沢栞（CV：鈴代紗弓）、太田希（CV：大野柚布子）〉）
- 「ハレトキディスコ」[11][出典無効]（ギター） ハレトキドキ
- 「STAY IN MY HEART（Feat.AZK）」[11][出典無効]（ギター）ハレトキドキ
- 「winter memory」[11][出典無効]（ギター） ハレトキドキ
- 「Believe in your Music（Hylen Remix）」[12]（リミックス）エンタスアルバム 後編（歌：江戸レナ）

2023年
- 「HIDE & SEEK 〜なかよくケンカしな！〜」ホロライブ（作編曲）（歌：Hakos Baelz & 兎田ぺこら）[13]
- 「REMIX-LionessPrideIIILoveYou-」ホロライブ（Remix）（歌：獅白ぼたん）[14]
- 「饗宴ソリダリティ～SHAKE★NABE～」ホロライブ（programming）（歌：秘密結社holoX）[15]
- 「BITE!カム!BITE!」ホロライブ（作編曲）（歌：Hakos Baelz & 戌神ころね）[16]
- 「来来来来」（Guitar）VirtuaReal:07（歌：yosumi & キョンシーのCiちゃん ）
- 「Alive/26:00」WaMi,Hylen,mugim（作編曲）（歌：WaMi）
- 「恋はダービー☆（DÉ DÉ MOUSE Remix）バトル音源 」ウマ娘 プリティーダービー 5th EVENT ARENA TOUR GO BEYOND -GAZE-（アレンジ）[17]
- 「提灯暗航」HIMEHINA 3rd Album "提灯暗航"（作編曲）（歌：HIMEHINA）[18]
- 「Bikidan」MonsterZ Mate 1st EP "VIVA MATE"（作編曲）（歌：MonsterZ Mate）[19]
- 「UNDERWATER / Hylen feat. Hatsune Miku 」Digital Stars 2023（作編曲）[20]
- 「Spider Girl」（作編曲）棗いつき 8th album "ANAMNESIS"（歌：棗いつき）
- 「純情サクリファイス」（作編曲）棗いつき 8th album "PERSONA"（歌：棗いつき）
- 「ふたりゎはいぱぁGIRLﾐ★」（Guitar）VirtuaReal:05（歌：長谷みこと (GEMS COMPANY) & 鈴鳴すばる (まりなす) ）
- 「Butterfly Dream」（Guitar）VirtuaReal:05（歌：千代浦蝶美 (あおぎり高校)）
- 「Paranoid」（Guitar）アニメ「伊藤潤二『マニアック』」オープニングテーマ（歌：MADKID）
- 「Love All Day」（作編曲）DÉ DÉ MOUSE & Hylen, OuiOui - Love All Day（歌：OuiOui ）

2024年
- 「ハツコイ♡パティシエール」ホロライブ（作編曲）（歌：雪花ラミィ）[21]
- 「DJ Noriken & DJ Genki - Dream Away feat. Yukacco (Hylen Remix) 」HARDCORE TANO*C（Remix）[22]
- 「moonrise dream」（作編曲）DÉ DÉ MOUSE & Hylen, Crystal Tea - moonrise dream（歌：Crystal Tea ）
- 「トラウマアップデーター」（作編曲）AQUASHIFT β EP（歌：初音ミク）
- 「Dear Deer」ポラリスコード イベント楽曲（作編曲）[23]
- 「届かない恋(Hylen Remix)」WHITE ALBUM2 -closing chapter- 挿入歌（Remix）（歌：上原れな）[24]
- 「イビルスニッカー」メガミノウタゲ（作編曲）（歌：ケタチガイ）[25]
- 「あいらびゅラーメン」（作編曲）（歌：パピプペポは難しい）[26]
- 「BE NOISY!!」（Guitar）（歌：KMNZ）[27]
- 「一旦ステイ TONIGHT」にじさんじ（Guitar）（歌：不破湊）[28]
- 「ウルトラリズム（feat.Hylen）」（作編曲）電音部(歌：神宮前参道學園〈桜乃美々兎（CV：小坂井祐莉絵）、水上 雛（CV：大森日雅）、犬吠埼紫杏（CV：長谷川玲奈）〉)[29]
- 「ヤミヤムヤミ」ホロライブ（作詞、作編曲）（歌：Pavolia Reine[30]
- 「にゃんにゃんぐっど♡せんきゅ」（編曲）（歌：泉ノ波あみ）[31]
- 「HOLD ME,Homie?」ホロライブ（作詞、作編曲）（歌：獅白ぼたん)[32]
- 「Swell」（Guitar）（歌：MADKID)[33]

2025年
- 「Queens」ぶいすぽっ!（作編曲）（歌：如月れん / 神成きゅぴ / 八雲べに / 猫汰つな）[34]
- 「また、おかえり。」ホロライブ（作編曲）ゲーム『おかゆにゅ〜ーむ！』オープニングテーマ（歌：猫又おかゆ）
- 「ドッペル原画と複製ゲンガー」（Guitar）（歌：鹿乃）[35]
- 「ユグドラニウム」（作編曲）電音部（歌：東京電脳〈ねねるねる（CV：苺りなはむ）、 八波零音（CV：yAmmy）、叶ヒカリ（CV：ぁぃぁぃ） 〉)[36]